# Наудерс
Наудерс (нем. Nauders) — коммуна в Австрии, в федеральной земле Тироль.
Входит в состав округа Ландек. Площадь общины составляет 90,31 км², население — 1543 человека (1 января 2021), плотность населения — 17 чел./км². Официальный код — 70615.

## Население
| Год  | Численность |
| ---- | ----------- |
| 1869 | 1361        |
| 1889 | 1285        |
| 1890 | 1233        |
| 1900 | 1108        |
| 1910 | 1036        |
| 1923 | 1051        |
| 1934 | 1047        |
| 1939 | 1145        |
| 1951 | 1089        |
| 1961 | 1150        |
| 1971 | 1302        |
| 1981 | 1322        |
| 1991 | 1487        |
| 2001 | 1536        |
| 2011 | 1537        |
| 2021 | 1543        |

## Политическая ситуация
Бургомистр коммуны — Роберт Майр (местный блок) по результатам выборов 2004 года.
Совет представителей коммуны (нем. Gemeinderat) состоит из 13 мест.
- местный список: 5 мест.
- местный блок: 4 места.
- местный блок: 4 места.

## Известные уроженцы
- Блаас, Карл фон (1815—1894) — австрийский художник.